# Gal Nevo
Gal Nevo (hebreiska: גל נבו) född 29 juni 1987 i Hamadia, är en israelisk simmare. Han har tre Israeliska rekord på 200 m medley, 400 m medley och 200 m fjärilsim. Han representerade Israel vid Olympiska sommarspelen 2008 i Peking och Olympiska sommarspelen 2012 i London. Han har tävlat för Arizona State University och Georgia Tech.